# 園田裕史
園田 裕史（そのだ ひろし、1977年〈昭和52年〉2月18日 - ）は、日本の政治家、看護師。長崎県大村市長（3期）。元大村市議会議員（通算3期）。

## 来歴
長崎県大村市生まれ。大村市立竹松小学校、大村市立郡中学校、長崎県立大村工業高等学校電子工学科卒業。大村看護高等専修学校と福岡看護専門学校を卒業後、大村市立病院（現・市立大村市民病院）や大村共立病院に勤務。 
2007年（平成19年）4月、大村市議会議員選挙に立候補し初当選。2011年（平成23年）、再選。
2014年（平成26年）10月5日執行の大村市長選挙に立候補するも落選。現職の松本崇が通算6期目の当選を果たした。
選挙の結果は以下のとおり。
※当日有権者数：72,566人 最終投票率：62.62%（前回比：pts）
| 候補者名 | 年齢 | 所属党派 | 新旧別 | 得票数   | 得票率 | 推薦・支持                 |
| -------- | ---- | -------- | ------ | -------- | ------ | -------------------------- |
| 松本崇   | 73   | 無所属   | 現     | 19,835票 | 44.35% | （推薦）自由民主党・公明党 |
| 小林克敏 | 69   | 無所属   | 新     | 11,818票 | 26.42% | （推薦）民主党             |
| 園田裕史 | 37   | 無所属   | 新     | 10,116票 | 22.62% |                            |
| 野島進吾 | 46   | 無所属   | 新     | 2,957票  | 6.61%  |                            |

2015年（平成27年）4月、大村市議選に立候補し通算3期目の当選。
同年9月25日、大村市長の松本崇が急性肝不全のため死去。自民党は松本の長男で県議の松本洋介を擁立。園田は11月8日に行われた市長選において、自民党・公明党の推薦を受けた松本を退け初当選を果たした。
※当日有権者数：73,030人 最終投票率：60.69%（前回比：－1.93pts）
| 候補者名 | 年齢 | 所属党派 | 新旧別 | 得票数   | 得票率 | 推薦・支持             |
| -------- | ---- | -------- | ------ | -------- | ------ | ---------------------- |
| 園田裕史 | 38   | 無所属   | 新     | 23,339票 | 53.25% |                        |
| 松本洋介 | 39   | 無所属   | 新     | 20,494票 | 46.75% | （推薦）自民党・公明党 |

2019年（令和元年）10月、第14回マニフェスト大賞優秀マニフェスト推進賞受賞。同年同月、無投票により再選。
2023年（令和5年）10月30日、前長崎県議会議員で自由民主党、公明党が推薦した北村貴寿、歴史研究家の稲富裕和、園田の3人で争い北村に2倍以上の大差で3選。※当日有権者数：78,698人 最終投票率：51.81%（前々回比：ー8.88pts）
開票結果は、当選 園田裕史（46歳）無所属 現 28,434票、北村貴寿（50歳）無所属 新 10,607票 自由民主党・公明党推薦、稲富裕和（70歳）無所属 新 1,428票だった。